# シーエムズコーポレーション
株式会社シーエムズコーポレーション（CM's Corporation）は、かつて存在した日本のフィギュアメーカー。

## 概要
かつてユージン（現：タカラトミーアーツ）の社員であった宮崎隆博と関連会社代表であった中鉢秀樹が立ち上げる。2009年8月に中鉢が急逝し、同年10月宮崎は退職。社長は宮崎の妻の和子が継いだ。
サンライズや東映アニメーションなど、キャラクター商品を企画･発売していた。
代表商品は「グッとくるフィギュアコレクション」や「BRAVE合金」。
資金繰りの逼迫から4億円の負債を抱え、2014年3月3日、東京地裁へ自己破産を申請し、同年3月12日に東京地裁から破産手続開始決定を受けた。

## 主な製品
コレクションフィギュア（トレーディングフィギュア）
BRAVE合金（ダイキャスト製玩具）
- 01 ガオガイガー 勇者王ガオガイガー
- 01X パワーアップセット 勇者王ガオガイガー
- 02 プライヤーズ 勇者王ガオガイガー
- 03 ジェネシックガオガイガー 勇者王ガオガイガー
- 04 ゴッドライジンオー 絶対無敵ライジンオー
- 05 ガオファイガー　勇者王ガオガイガー
- 06 ガイゴー 勇者王ガオガイガー
- 07 イングラム1号機 & 2号機 (劇場版) 機動警察パトレイバー
- 07X イングラム1号機 & 3号機 (TV版) 機動警察パトレイバー
- 08 ゴーショーグン 戦国魔神ゴーショーグン
- ゴーショーグン スペシャルメッキバージョン ゴーフラッシャー付
- 09 グリフォン　フライトユニット・バージョン 機動警察パトレイバー
- 10 逆転王 逆転イッパツマン
- 逆転王 LIMITED EDITION メタリックカラー Ver.
- 11 三冠王 逆転イッパツマン
- 三冠王 LIMITED EDITION メタリックカラー Ver.
- 12 ガオガイゴー 勇者王ガオガイガー
- 13 ライドアーマー・モスピーダ　スティックタイプ 機甲創世記モスピーダ
- 14 ライドアーマー・モスピーダ　レイタイプ 機甲創世記モスピーダ
- 15 イングラム1号機＆2号機 OVA版 機動警察パトレイバー
- 16 ?
- 17 ガ・キーン マグネロボ ガ・キーン
- 18 ライドアーマー・ブロウスーペリア イエロータイプ 機甲創世記モスピーダ
- 19 バルディオス 宇宙戦士バルディオス
- 20 ライドアーマー・バートレー　フーケタイプ 機甲創世記モスピーダ
- 20X ライドアーマー・ダークバートレー 21タイプ 機甲創世記モスピーダ
- 20X ライドアーマー・ダークバートレー 31タイプ 機甲創世記モスピーダ
- 21 ムゲンキャリバー 特装機兵ドルバック
- ムゲンキャリバー　宮沢模型限定カラー Ver.
- 22 タイムクワガッタン タイムボカンシリーズ
- タイムクワガッタン LIMITED EDITION ブラックカラー Ver.
- 23 鉄巨神 機甲界ガリアン
- 鉄巨神 LIMITED EDITION 宮沢模型限定版 アニメカラーver.
- 24 スターガオガイガーVer.2 勇者王ガオガイガー
- 24X レプリガイガー 勇者王ガオガイガー
- 25 ガオガイガーVer.2 勇者王ガオガイガー
- 26 タイムメカブトン タイムボカンシリーズ
- タイムメカブトン LIMITED EDITION ブラックカラー Ver.
- 27 ラインバレル 鉄のラインバレル
- 28 ライジンオー 絶対無敵ライジンオー
- 29 エステバリス 陸戦フレーム＆空戦フレーム 機動戦艦ナデシコ
- 30 ゴーディアン 闘士ゴーディアン
- ゴーディアン LIMITED EDITION
- 31 タイムドタバッタン タイムボカンシリーズ
- タイムドタバッタン LIMITED EDITION ブラックカラー Ver.
- 32 エステバリス 0G戦フレーム〈アキト機＆アマノ機〉機動戦艦ナデシコ
- 33 ステバリス OG戦フレーム〈スバル機＆マキ機〉機動戦艦ナデシコ
- 34 バラタック 超人戦隊バラタック
- バラタック LIMITED EDITION メタリックカラー Ver.
- 35 ジーグ 鋼鉄ジーグ
- 36 テッカマン&ペガス 宇宙の騎士テッカマン
- テッカマン&ペガス LIMITED EDITION メタリックカラー Ver.
- 37 ビッグシューター 鋼鉄ジーグ
- 38 ジーグ・オプションパーツセット 鋼鉄ジーグ
- ジーグ・オプションパーツセット LIMITED EDITION メタリックカラー Ver.
- 38B ジーグ・オプションパーツセット LIMITED EDITION ブラックカラー Ver.
- 39 ボスパルダー ブロッカー軍団IVマシーンブラスター
- 40 グレンダイザー UFOロボ グレンダイザー

BRAVE合金ＥＸ（ダイキャスト製玩具）
- 01 レギオス・エータ（AFC-01Η）&トレッド 機甲創世記モスピーダ
- 02 ダーク・レギオス 機甲創世記モスピーダ（2008年9月）
- 03 ダーク・レギオス　無人タイプ' 機甲創世記モスピーダ

グッとくるフィギュアコレクション（女性キャラクターやヒーローのフィギュア。アクションフィギュアと固定モデルがある。）
- 02 ウイングマン 夢戦士ウイングマン
- 03 夢あおい 夢戦士ウイングマン
- 05 森本桃子 夢戦士ウイングマン
- 06 ウイングマンガーダー 夢戦士ウイングマン
- 07 ヴィータ　魔法少女リリカルなのはStrikerS
- 08 リン・ミンメイ　超時空要塞マクロス
- 09 布沢久美子　夢戦士ウイングマン
- 10 月島小恋　Ｄ．Ｃ．II～ダカーポII～
- 11 シャマル　魔法少女リリカルなのはStrikerS
- 12 シグナム Ver.2 魔法少女リリカルなのはStrikerS
- 13 フェイト　魔法少女リリカルなのはStrikerS
- 14 小川美紅 夢戦士ウイングマン
- 15 ウイングマンソーラーガーダー 夢戦士ウイングマン
- 16 高町なのは 魔法少女リリカルなのはStrikerS
- 17 朝倉由夢 Ｄ．Ｃ．II～ダカーポII～
- 18 天枷美春 Ｄ．Ｃ．II～ダカーポII～
- 19 クロ 黒神
- 20 キュアブラック ふたりはプリキュア Max Heart
- 21 八神はやて 魔法少女リリカルなのはStrikerS
- 22  御坂美琴 とある魔術の禁書目録
- 23 白井黒子 とある魔術の禁書目録
- 24 雪村杏 Ｄ．Ｃ．II～ダカーポII～
- 25 シグナム 魔法少女リリカルなのはStrikerS
- 26 キュアホワイト ふたりはプリキュア Max Heart
- 27 時祭イヴ メガゾーン23 PARTⅢ
- 28 乃木坂春香 乃木坂春香の秘密
- 29 朝倉音姫 Ｄ．Ｃ．II～ダカーポII～
- 30 白河ななか Ｄ．Ｃ．II～ダカーポII～
- 31 キュアブルーム ふたりはプリキュア Splash Star
- 32 シャイニールミナス ふたりはプリキュア Max Heart
- 33 ルイズ ゼロの使い魔
- 34 流浪の戦士 レイナ クイーンズ・ブレイド
- 35 光明の天使 ナナエル クイーンズ・ブレイド
- 36 キュアイーグレット ふたりはプリキュア Splash Star
- 37 神崎メグ 魔女っ子メグちゃん
- 38 南原ちずる 超電磁ロボ コン・バトラーV
- 39 マジカル・エミ 魔法のスター マジカルエミ
- 40 逢坂大河 とらドラ！
- 41 レイナ・ストール レイナ剣狼伝説
- 42 ルンルン・フラワー 花の子ルンルン
- 44 キュアアクア Yes!プリキュア5
- 45 キュアミント Yes!プリキュア5
- 46 タカヤノリコ トップをねらえ！
- 47 キュアドリーム Yes!プリキュア5
- 48 キュアルージュ Yes!プリキュア5
- 49 ミネルバ トランスフォーマー 超神マスターフォース
- 53 スーパーそに子（ナースVer.） すーぱーそに子
- 51 ジンライ トランスフォーマー 超神マスターフォース
- 52 草薙素子 攻殻機動隊
- 54 黒神めだか めだかボックス